# ホントのじぶん
「ホントのじぶん」はBuono!のデビュー第1弾シングル。2007年10月31日発売。発売元はポニーキャニオン。

## 解説
センターは夏焼雅。
1曲目の「ホントのじぶん」がテレビアニメ「しゅごキャラ!」のエンディング曲となっているのに対し、2曲目の「こころのたまご」は同じく「しゅごキャラ!」のオープニング曲となっている。
文化放送今週のプラスチューン（2007年10月期第5週）に選定された。
表題曲｢ホントのじぶん｣のビデオクリップには℃-uteのメンバーである矢島舞美と岡井千聖がカメオ出演している。
振付は西田一生（西田プロジェクト）が担当。

## 収録曲
1. ホントのじぶん
（作詞：岩里祐穂、作曲：木之下慶行、編曲：西川進）
2. こころのたまご
（作詞：川上夏季、作曲：ムラマツテツヤ、編曲：安部潤）
3. ホントのじぶん(Instrumental)
4. こころのたまご(Instrumental)

## カバー
- 石原夏織 - 「ホントのじぶん from CrosSing」（2023年6月28日配信リリース）[1] カバーソングプロジェクト『CrosSing』5th Season参加作品として発表[2]。